# Преподаватель

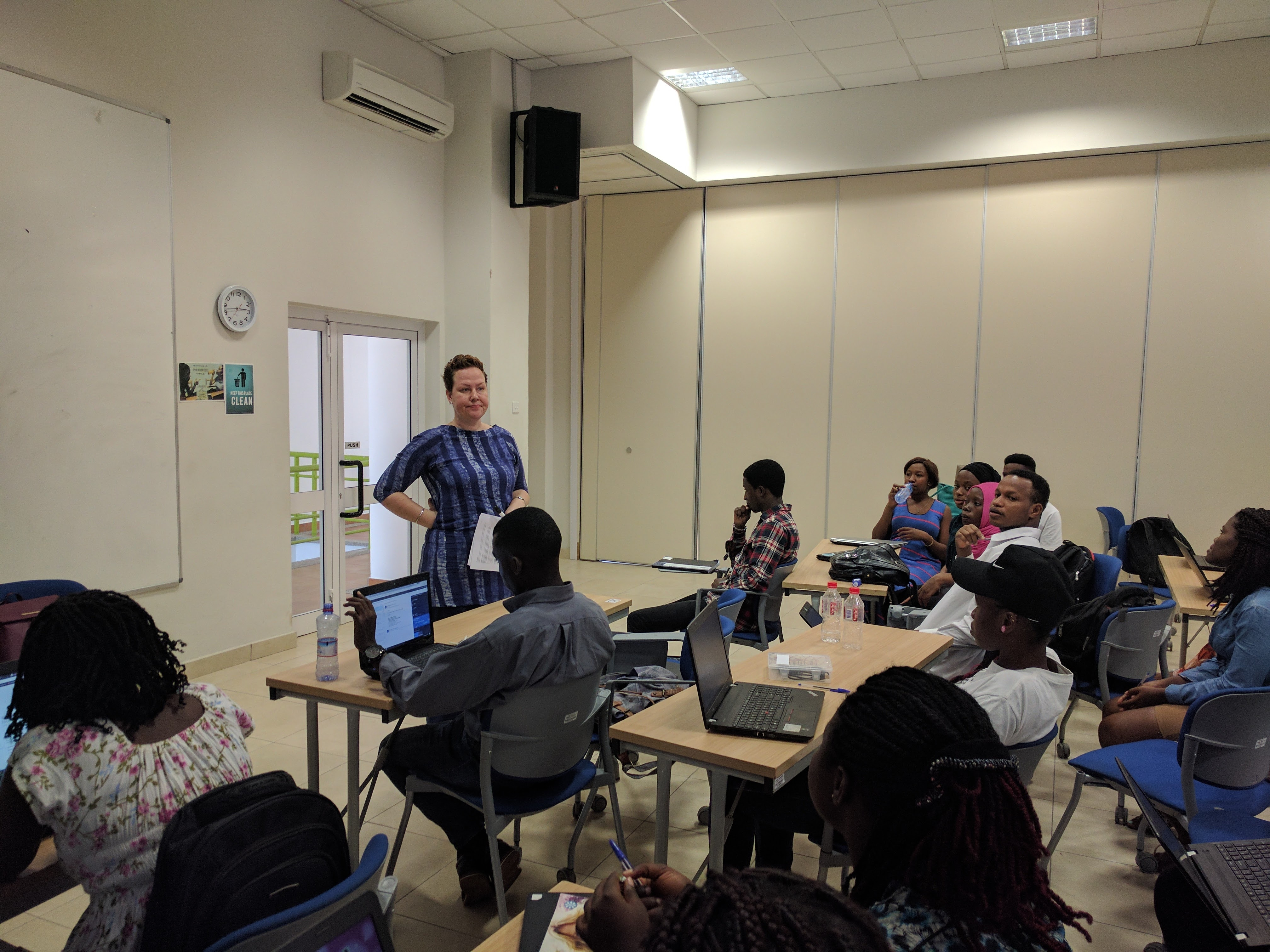

Преподава́тель, преподава́тельница — человек, который, обучая кого-либо чему-либо (обычно в среднем специальном или высшем учебном заведении), передаёт, сообщает ему сведения из какой-либо области знания. 
В Толковом словаре живого великорусского языка Владимира Даля написано что Преподава́тель, —ница, учитель, наставник. Препода́тель этих правил, ученья, преподававший их однажды, или раз навсегда. Пример преподавателя — «преподаватель истории».

## Высшие учебные заведения
Преподаватель в высших учебных заведениях — это должность, занимающая промежуточное положение между ассистентом и старшим преподавателем. На преподавателей возлагается проведение семинарских и лабораторных занятий и помощь лектору в приёме зачётных работ или экзаменов у студентов. Как правило, на данную должность назначаются педагоги без учёной степени с опытом работы.